# ظهور و سقوط تورا-سان
ظهور و سقوط تورا-سان (انگلیسی: Tora-san's Rise and Fall) یک فیلم کمدی ژاپنی محصول ۱۹۷۵ به کارگردانی یوجی یامادا است. این فیلم پانزدهمین فیلم از مجموعه محبوب و طولانی‌مدت اوتوکو وا تسورای یو است.

## خلاصه
تورا سان در سفرهایش با یک دوست دختر قدیمی لی لی روبرو می‌شود. هنگامی که او با او به خانه برمی گردد، خانواده اش تلاش می‌کنند تا ازدواجی بین آن دو ترتیب دهند. پس از وقوع سوء تفاهم، زن آنجا را ترک می‌کند و خانواده از دخالت کردن در کار آنها پشیمان می‌شوند.

## ارزیابی انتقادی
در جایزه روبان آبی، روریکو آسائوکا جایزه بهترین بازیگر زن و چیکو بایشو جایزه بهترین بازیگر نقش مکمل زن برای ایفای نقش در «ظهور و سقوط تورا سان» داده شد. آسائوکا همچنین به عنوان بهترین بازیگر زن در کینما جونپو و جایزه فیلم ماینیچی شناخته شد. ماینیچی همچنین جایزه بهترین کارگردانی هنری در این فیلم و «هاراکارا» را به «کیمینوبو ساتو» اهدا کرد. سایت آلمانی زبان molodezhnaja به «ظهور و سقوط تورا سان» سه و نیم ستاره از پنج ستاره می‌دهد.